# Michael Heseltine
Michael Ray Dibdin Heseltine, Baron Heseltine (Swansea, Wales, 21 maart 1933) is een Brits oud-politicus van de Conservatieve Partij en een van de leiders van de Tory Reform Group. Hij bekleedde veel verschillende posities binnen het kabinet, maar is vooral bekend geworden dankzij zijn deelname aan de leiderschapsverkiezingen van de Conservatieven in 1990, waarbij hij onverwacht veel stemmen kreeg en premier Margaret Thatcher werd weggestemd. Enkele jaren later werd Michael Heseltine verkozen tot vicepremier.
Volgens zijn biograaf en levenslange vriend Julian Critchley heeft Michael Heseltine de flair die, was hij Amerikaan geweest, hem tot "presidentieel materiaal" had gemaakt. Het is alleen moeilijk te zeggen of hij in dat geval Republikein of Democraat zou zijn geweest. Heseltine heeft nooit de vruchten van zijn politieke overwinningen kunnen proeven als Prime Minister omdat hij volgens Critchley een paar dingen tegen had. (1) De Tories, leden van de Britse Conservatieve partij, wantrouwen openlijk getoonde ambitie. (2) Heseltine was niet gemakkelijk in te delen bij een van de categorieën binnen de Conservatieve partij die dominant zijn. Heseltine had geen hoger geplaatst lid binnen de partij die voor hem de weg kon voorbereiden. De rijkere, patricische leden van de Conservatieve partij vonden de self-made miljonair een nouveau riche (de Sunday Times schatte zijn vermogen in 1990 op 70 miljoen pond), terwijl de minder welvarende leden afgunstig waren. Een openlijk politiek ambitieus man die in een fraai landhuis woonde en een goede huwelijk had: die kwam volgens Critchley niet in aanmerking voor het partijleiderschap. Michael Heseltine is bovendien een sterk op zich zelf staande persoonlijkheid die zijn persoonlijk leven afschermt en daarom niet interessant is voor de tabloids. Het partij-establishment deed in 1990 een beroep op een aarzelende, weinig enthousiaste Douglas Hurd en de vrijwel onbekende John Major om Heseltine tegen te houden nadat Heseltine Margaret Thatcher openlijk had uitgedaagd als partijleider. Het was Major die won.

## Persoonlijk leven
Heseltine is een verre nazaat van de liedjesschrijver, operacomponist, romancier en acteur Charles Dibdin (±1745–1814), naar wie hij is vernoemd. Zijn vader was luitenant-kolonel bij de Royal Engineers tijdens de Tweede Wereldoorlog. De familie van zijn moeder was afkomstig uit het in West Wales gelegen dorpje Pembrey. Zijn overgrootvader van moederskant was vanuit Gretton (Northamptonshire) als havenarbeider naar Swansea gekomen. Michael Heseltines grootvader van moederskant James Pridmore had de 'West Glamorgan Coal Company' opgericht, waardoor Michael Heseltine in relatief grote luxe kon opgroeien. Als kind deed hij in Brynmill veel aan sportvissen en won een jeugdcompetitie.
Michael Heseltine volgde onderwijs aan de Shrewsbury School. Tijdens de Britse lagerhuisverkiezingen van oktober 1951 deed hij korte tijd als  vrijwilliger mee met de campagnes. Vervolgens ging hij studeren aan het Pembroke College, Universiteit van Oxford, waar hij een graad behaalde in geschiedenis, filosofie en politiek. Nadat hij tijdens zijn studie tevergeefs geprobeerd had lid te worden van het bestuur van de Oxford Conservative Association werd hij uiteindelijk bestuurslid van de Oxford Union Society, waar hij achtereenvolgens secretaris, penningmeester en na zijn afstuderen in 1954 ook voorzitter werd (dit laatste met hulp van Anthony Howard en Jeremy Isaacs).
Volgens zijn biografen Michael Crick en Julian Critchley trainde Heseltine, die van nature geen spreker was, zichzelf voor de spiegel in het houden van redevoeringen door te luisteren naar bandopnames van Charles Hill. Tijdens zijn latere politieke carrière gedurende de jaren 70 en 80 hield hij veel conferentietoespraken voor de Conservatieve Partij.
In de Sunday Times Rich List van 2004 stond Michael Heseltine op de 170e plaats, met een geschat vermogen van 240 miljoen pond.
In zijn vrije tijd is hij een fervent tuinier en boomkweker.

## Carrière
Nadat Heseltine in 1958 was gezakt voor een examen accountancy, had hij geen andere keus dan zich alsnog op te geven voor de militaire dienst. In januari 1959 werd hij opgeroepen als tweede luitenant voor de Welsh Guards. Nog datzelfde jaar verliet hij de Welsh Guards alweer om mee te doen aan de verkiezingen.
In het in het graafschap Kent gelegen Tenterden zette Heseltine een woningbouwproject op, dat echter niet werd verkocht en waarvan hij tot na zijn verkiezing als Parlementslid de reparatiekosten niet kon betalen. Samen met een andere vriend uit Oxford, Clave Labovitch, richtte Heseltine de Haymarket Media Group op. Hij werd eigenaar en uitgever van de weinig succesvolle tijdschriften Man About Town en Topic. Enkele journalisten van dit laatste tijdschrift hebben later wel het Insight Team van de The Sunday Times gevormd.
In 1962 kreeg het bedrijf van Heseltine te maken met een kredietcrisis, waardoor Heseltine uiteindelijk een schuld van 250.000 Britse pond had. Hoe Heslestine al zijn schulden uiteindelijk heeft afgelost is nooit helemaal duidelijk geworden. Naar eigen zeggen leende hij 60.000 pond van een bankdirecteur die diezelfde dag met pensioen ging. In 1967 verkocht Heseltine een groot deel van de inzet van Haymarket Media Group aan de Maxwell Communications Corporation. Onder leiding van Lindsay Masters groeide het bedrijf verder, hetgeen Heseltine uiteindelijk een persoonlijke winst van honderden miljoenen pond opleverde.

### Politiek
In 1966 werd Heseltine in het kiesdistrict Tavistock (Devon) voor het eerst afgevaardigde van het Britse Lagerhuis. Toen dit kiesdistrict werd opgeheven, werd hij vanaf februari 1974 vertegenwoordiger voor het district Henley.
Na de overwinning van de Conservatieven bij de algemene verkiezingen van 1970 werd Heseltine door de eerste minister Edward Heath benoemd tot junior minister (een soort staatssecretaris) van het Departement van Transport, voordat hij overstapte naar het Departement van Milieu, waar hij medeverantwoordelijk was voor het aannemen van de Local Government Act van 1972, en vervolgens naar het Departement van Industrie.
In 1973 probeerde hij als minister van Luchtvaart andere regeringen ervan te overtuigen dat ze moesten investeren in de Concorde. Hij werd ervan beschuldigd het Lagerhuis te misleiden toen hij beweerde dat de regering nog steeds financiële ondersteuning aan de Tracked Hovercraft gaf, terwijl inmiddels al was besloten hiervan af te zien.
Gedurende de periode 1974-1979, toen de Conservatieven in de oppositie zaten, maakte Heseltine deel uit van een schaduwkabinet, als schaduwminister van Transport en Industrie. Hij was betrokken bij een incident in het Lagerhuis in 1976 tijdens een door de Labour Party geïnitieerd debat met betrekking tot de nationalisering van de scheepsbouw- en luchtvaartindustrie. Na afloop zou hij volgens geruchten met de ceremoniële staf ('mace') naar leden van de Labour Party hebben gezwaaid, terwijl die triomfantelijk het strijdlied Red Flag zongen na het aannemen van de wet op de nationalisering. Dit leverde hem de bijnaam Tarzan op. Door cartoonist Steve Bell werd hij ook als deze figuur afgebeeld. Heseltines macho-imago werd later verder versterkt dankzij de satirische serie Spitting Image, waarin hij wordt uitgebeeld als een psychopaat met een kogelvrij vest aan; dat had hij namelijk eens gedragen bij een troepeninspectie terwijl het regende.
In 1979 benoemde Margaret Thatcher Heseltine binnen het kabinet tot minister van Milieu. Hij speelde een sleutelrol in de verkoop van sociale huurwoningen. Ook behoorde hij tijdens de nasleep van de rellen in Brixton en Toxteth van 1981 tot degenen die probeerden het geweld in de Britse binnensteden te beteugelen. Als minister van Milieu opende hij in 1981 in Corby de eerste Britse Enterprise Zone, schoof het idee naar voren van het in totaal vijf keer gehouden National Garden Festival en stichtte Development Corporations die rechtstreeks door de minister werden benoemd.
Van januari 1983 tot januari 1986 vervulde hij de functie van minister van Defensie. Hij legde deze functie neer na een conflict met Margaret Thatcher over de Westland-affaire.  Na zijn vertrek maakte Heseltine duidelijk dat het niet zozeer om de aanschaf van gevechtshelikopters ging, maar een constitutioneel vraagstuk: Thatcher had te veel macht naar zich toe getrokken door het kabinetsysteem te ondermijnen.
Als backbencher werd hij zeer kritisch over het optreden van Thatcher en weigerde onder meer de doorvoer door het Britse Parlement van de Community Charge (de "Poll Tax") te ondersteunen.
Nadat minister van Buitenlandse Zaken Geoffrey Howe op 1 november 1990 te kennen had gegeven afstand te doen van het ministerschap, kondigde Heseltine aan zich verkiesbaar te stellen als de nieuwe leider van de Conservatieve Partij. Tijdens de daaropvolgende leiderschapsverkiezingen - die tot de val van Thatcher leidden - stelde hij zich kandidaat als leider van de Conservatieve Partij. De verkiezingen werden uiteindelijk echter gewonnen door John Major. Major beloonde Heseltine door hem weer minister te maken.
Heseltine keerde onder Major terug in de regering als minister van Milieu, waarna hij in het bijzonder verantwoordelijk was voor het herzien van de Community Charge. Na de algemene verkiezing van 1992 werd hij benoemd tot minister van Handel en Industrie, waarbij hij tevens met Energiebeheer (voorheen een aparte post) werd belast.
In juni 1993 kreeg Heseltine een hartaanval terwijl hij in Venetië was, waarna er twijfel rees of hij zijn functie in de regering nog wel kon blijven uitoefenen. In 1994 vertelde Chris Morris voor de grap op BBC Radio 1 dat Heseltine was overleden, waarna hij werd geschorst. Heseltine keerde als een serieuze figuur op het politieke toneel terug en pleitte onder meer voor privatisering van de General Post Office. Verschillende mensen zagen hem als de nieuwe premier, terwijl John Major inmiddels veel krediet had verspeeld als gevolg van het Back to Basics-schandaal. Nadat Major bij de verkiezingen van 1995 als premier was herkozen, benoemde hij Heseltine tot vice-premier van het Verenigd Koninkrijk.
Samen met onder meer minister van Financiën Kenneth Clarke behoorde Heseltine tot degenen die een pro-Europese visie hadden. In december 1996 dwong Heseltine Major min of meer de onderhandelingen over een eventueel Brits toetreden tot de Economische en Monetaire Unie voort te zetten, terwijl Major eigenlijk had gehoopt van deze onderhandelingen af te kunnen zien.
Na de electorale overwinning van de Labour-partij in 1997 kreeg Heseltine opnieuw hartproblemen, waarna hij besloot af te zien van een eventueel leiderschap binnen de Conservatieve partij. In datzelfde jaar benoemde Major hem tot companion binnen de Orde van de Eregezellen. Samen met onder meer Tony Blair, Gordon Brown en Robin Cook bleef Heseltine zich hard maken voor een eventuele Britse toetreding tot de eurozone.
Bij de verkiezingen van 2001 gaf Heseltine zijn district Henley-on-Thames op. Hij werd daar opgevolgd door Boris Johnson. Hij kreeg tevens een life peer-titel: Baron Heseltine.
Als brexit-tegenstander verklaarde Heseltine bij de Europese Parlementsverkiezingen 2019 zijn stem te zullen uitbrengen op de Liberal Democrats omdat de Conservative Party volgens hem afstevende op een ramp voor het land en voor de partij. De partijleiding reageerde hierop door hem te schorsen als lid waardoor hij nu zetelt als onafhankelijk.